# Diaphus splendidus
Diaphus splendidus és una espècie de peix de la família dels mictòfids i de l'ordre dels mictofiformes.

## Morfologia
- Els mascles poden assolir 9 cm de longitud total.[4][5]

## Depredadors
És depredat per Stenella attenuata.

## Hàbitat
És un peix marí i d'aigües profundes que viu fins als 8.000 m de fondària.

## Distribució geogràfica
Es troba a l'Atlàntic, l'Índic i el Pacífic.